# Каменний Ключ (Можгинський район)
Ка́менний Ключ (рос. Каменный Ключ) — присілок в Можгинському районі Удмуртії, Росія.
Урбаноніми:
- вулиці — Ізошурська, Набережна

## Населення
Населення — 127 осіб (2010; 154 в 2002).
Національний склад станом на 2002 рік:
- удмурти — 98 %